# آرتور بنر
آرتور بنر (انگلیسی: Arthur Banner; ۲۸ ژوئن ۱۹۱۸ – آوریل ۱۹۸۰ (aged 61)) بازیکن فوتبال اهل بریتانیا بود.
از باشگاه‌هایی که در آن بازی کرده‌است می‌توان به باشگاه فوتبال وستهام یونایتد، باشگاه فوتبال سیتینگبورو، باشگاه فوتبال دونکستر راورز، و باشگاه فوتبال لیتون اورینت اشاره کرد.